# فينر بروكواي
كان أرشيبالد فينر بروكواي، بارون بروكواي (منذ 1 نوفمبر من عام 1888 وحتى 28 أبريل من عام 1988) سياسيًا اشتراكيًا بريطانيًا وناشطًا مناهضًا للحرب.

## نشاطاته السياسية بين عامي 1924 و1935
احتج بروكواي أمام البرلمان عدة مرات، بما في ذلك في ذلك احتجاجه في دائرة لانكستر الانتخابية في عام 1922، واحتجاجه ضد ونستون تشرشل في وستمنستر آبي في الانتخابات التكميلية في عام 1924. أصبح بروكواي أول رئيس لمنظمة وور ريزيستيرس إنترناشونال في عام 1926، وعمل في هذا المنصب حتى عام 1934. كان بروكواي عضوًا في العصبة المناهضة للإمبريالية والاستعمار التي أُنشئت في بروكسل في عام 1927.
انتُخب عضوًا في البرلمان في الانتخابات العامة لعام 1929 بصفته مرشح حزب العمال عن لايتون الشرقية. حصل على 11,111 صوتًا. أعلن المرشح الليبرالي -بعد الانتخابات مباشرة- أن بروكواي قد استطاع أن يقنعه بالاشتراكية. تسببت قناعاته له بمشاكل مع حزب العمال. كان بروكواي صريحًا في البرلمان أيضًا، وقد علق رئيس مجلس العموم مشاركة بروكواي في المجلس عندما طالب رئيس الوزراء بالنقاش حول الهند خلال جلسة «توجيه الأسئلة إلى رئيس الوزراء». 
خسر بروكواي مقعده في المجلس في عام 1931، وانشق عن حزب العمال في العام التالي مع بقية أعضاء حزب العمل المستقل. لقد ترشح -دون جدوى- عن حزب العمل المستقل في عام 1934 خلال الانتخابات الفرعية في أبتون (كانت أبتون دائرةً انتخابيةً في ويستهام)، وحصل على المركز الثالث بنسبة لم تتعد 3.5٪ من الأصوات المدلى بها، وقد ترشح عن حزب العمل المستقل في نورتش في انتخابات عام 1935. كتب كتابًا عن تجارة الأسلحة بعنوان التجارة الدموية، ونشرته شركة غولانكز المحدودة في عام 1934. وفقًا لديفيد هاويل، سعى بروكواي بعد عام 1932 «إلى صياغة اشتراكية متميزة عن براغماتية العمل وستالينية الحزب الشيوعي». 
كتب بروكواي في رواية الخيال العلمي الطاعون الأرجواني (1935) عن حجر إحدى السفن العابرة للبحار لمدة عشر سنوات نتيجة الطاعون، الأمر الذي يؤدي إلى نشوء مجتمع قائم على أساس المساواة. 

## بعد الحرب العالمية الثانية
تجول بروكواي في مايو من عام 1946 في المناطق الألمانية التي احتلتها بريطانية بصفته مراسل حرب معتمد، والتقى بالاشتراكيين الألمان، وأبلغ عن ظروف المعيشة هناك؛ كتب عن جولاته في كتاب يوميات ألمانية، والذي نشرته مجموعة ليفت بوك كلوب.
انضم بروكواي لاحقًا إلى حزب العمال مرة ثانية. وعاد إلى مجلس العموم بعد الانتخابات العامة لعام 1950، بعد غياب دام قرابة 20 عامًا عنه، بصفته عضوًا ممثلًا لدائرتي إتون وسلاو الانتخابيتين.
تشارك بروكواي في عام 1951 مع ثلاثة أشخاص آخرين في تأسيس «جمعية الحرب على العوز» التي حاربت الفقر العالمي. ساعد في تأسيس منظمة «مجلس الشعوب لمعاداة الإمبريالية» في عام 1945، وهي المنظمة التي عمل بروكواي معها طوال خمسينيات القرن العشرين. شملت أنشطته مع هذه المنظمة الاحتجاج على رد الحكومة على انتفاضة ماو ماو في مستعمرة كينيا البريطانية. كان بروكواي جزءًا من الحركة الأكبر للحرية من الاستعمار. استمر بروكواي اقتراح تشريع برلماني بشكل منتظم لحظر التمييز العنصري، لكنه لاقى الرفض في كل مرة. لقد عارض بحزم استخدام أو حيازة أي دولة للأسلحة النووية، وكان عضوًا مؤسسًا في حملة نزع السلاح النووي. اختار رئيس مجلس العموم هاري هيلتون فوستر العضو بروكواي لطرح السؤال الأول في أولى جلسات «توجيه الأسئلة إلى رئيس الوزراء» بصيغتها الحالية في 18 يوليو من عام 1961.
كان بروكواي عضوًا بارزًا في الجمعية الإنسانية البريطانية وجمعية قاعة كنوي الأخلاقية حيث أصبح محاضرًا معينًا خلال ستينيات القرن العشرين. ألقى محاضرة كنوي التذكارية لعام 1986 في 21 مايو من عام 1986. كانت المحاضرة بعنوان م د كنوي: حياته ورسالة اليوم (M D Conway)، وترأس مايكل فوت هذه المحاضرة. سُميت حجرة بروكواي في قاعة كنوي في لندن تكريمًا له.

## روابط خارجية
- فينر بروكواي على موقع الموسوعة البريطانية (الإنجليزية)